# Hylopezus ochroleucus
Hylopezus ochroleucus là một loài chim trong họ Grallariidae.